# Blinde Ehemänner
Blinde Ehemänner (Originaltitel: Blind Husbands) ist ein Filmdrama von Erich von Stroheim aus dem Jahr 1919. Es war das Regiedebüt des Schauspielers Stroheim, bei dem er auch eine der Hauptrollen übernahm.

## Handlung
Der US-amerikanische Arzt Dr. Armstrong verbringt mit seiner Frau die Ferien in den Dolomiten. Im selben Hotel steigt auch Erich von Steuben, ein österreichischer Offizier und Frauenheld ab. Schon auf der Hinfahrt erkennt von Steuben, dass Armstrong seine Frau vernachlässigt. Kaum in Cortina angekommen, beginnt von Steuben, sie zu umgarnen. Gleichzeitig macht er sich auch an Dienstmädchen des Hotels heran.
Beinahe erliegt Frau Armstrong den Avancen, aber Sepp, ein mit Armstrong befreundeter Bergführer, stellt sich den Absichten von Steubens mehrfach in den Weg. Schließlich teilt Frau Armstrong von Steuben in einem Brief mit, dass sie ihrem Mann die Treue halten will.
Als der Arzt und der Offizier gemeinsam einen Berg besteigen, kommt es auf dem Gipfel zur Eskalation zwischen beiden Männern. Armstrong fällt der Brief seiner Frau in die Hände. Er missversteht den Inhalt und glaubt, es gebe eine Affäre zwischen seiner Frau und von Steuben. Er zerschneidet wütend das Seil zwischen ihm und dem Offizier. Er lässt ihn allein zurück und steigt ins Tal ab. Auf halbem Weg findet er den Brief seiner Frau an von Steuben, den dieser zuvor heruntergeworfen hatte und erkennt seinen Irrtum. Armstrong verunglückt am Felsen. Als er von örtlichen Bergsteigern gerettet wird, bittet er sie, von Steuben vom Gipfel zu holen. Von Steuben, der zuvor mit seinen bergsteigerischen Heldentaten geprahlt hatte, gerät unterdessen in Panik und stürzt in die Tiefe, während ein Trupp zu seiner Rettung aufsteigt.
Das Ehepaar reist ab. Armstrong will sich in Zukunft mehr seiner Frau widmen.

## Hintergrund
Erich von Stroheim, der vor allem als Bösewicht in antideutschen Propagandafilmen bekannt geworden war, bot dem Produzenten Carl Laemmle von den Universal-Studios ein Drehbuch mit dem Titel The Pinnacle nach einer von ihm verfassten Kurzgeschichte an. Durch Beharrlichkeit gelang es von Stroheim, Laemmle von den Erfolgsaussichten seines Projektes zu überzeugen.
Schon in seinem ersten Film als Regisseur tauchen die Motive und Merkmale Stroheims späterer Arbeiten auf: Detailtreue, Kritik an der bürgerlichen Familie, die Dekadenz der k.u.k. Monarchie, die für die damalige Zeit offen gezeigten erotischen Geschehnisse, Frauen, die nicht nur als hilflose „verfolgte Unschuld“ agieren. Selten zuvor waren Menschen und ihre Nöte, ihre Frustrationen und Sehnsüchte so eindringlich und direkt geschildert worden wie in Blind Husbands. Stroheim inszenierte weitgehend ohne die damals üblichen Sentimentalitäten und Übertreibungen. Ungewöhnlich selbstironisch setzte Stroheim sich selbst als Hauptdarsteller in Szene. Besonders hervorgehoben ist das in einer kurzen Sequenz, in der mehrere Kinder auf der Straße hinter Stroheim herlaufen und sein eitles Gehabe imitieren.
Als Hochzeitsreisende ist Stroheims damalige Ehefrau Valerie Germonprez in einer ihrer wenigen Rollen zu sehen.
Der Aufwand war, gemessen an späteren Filmen Stroheims, noch bescheiden, trotzdem überschritt er schon hier Budget und Drehplan, eine Angewohnheit, die später seine Karriere ruinieren sollte. Es kam auch bereits zu den ersten, später legendär gewordenen Auseinandersetzungen mit Stroheims Produzenten. Laemmle änderte nach Drehschluss den Titel von „The Pinnacle“ in Blind Husbands, weil er ein Kartenspiel kannte, das ähnlich wie „Pinnacle“ hieß, und befürchtete, das würde das Publikum verwirren. Stroheim war entsetzt, konnte es aber nicht verhindern.
Blind Husbands wurde ein sehr großer Erfolg und etablierte Stroheim als Meisterregisseur. Es war der erste und auch letzte Film, der – abgesehen vom Titel – genau so, wie ihn Stroheim gedreht hatte, in die Kinos kam. Der Film ist dem Bergführer Sepp Innerkofler gewidmet.
2005 tauchte in Österreich eine verschollen geglaubte Version des Films auf, die dort 1921 unter dem Titel Die Rache der Berge herausgegeben worden war. Diese Fassung, die etwa neun Minuten länger ist als die bisher bekannte und deutsche Zwischentitel enthält, gilt zurzeit als die vollständigste des Films. Sie bildete die Grundlage für eine digitale Restaurierung durch das Österreichische Filmmuseum im Jahr 2021. Eine neue Filmmusik für diese Fassung schrieb Andreas Eduardo Frank.

## Kritik
„Blind Husbands ist der erste Film, den Stroheim inszeniert hat. Noch ist sein Stil wenig profiliert, und man spürt den Einfluss seines Lehrmeisters Griffith, bei dem er als Regieassistent gearbeitet hatte. Aber eines seiner Lieblingsthemen wird hier schon deutlich: die Frustration der Frauen durch die Ignoranz der Männer.“

„Das zensurgerechte melodramatische Ende – der Verführer stürzt im Gebirge ab, der Mann sieht seinen Fehler ein – täuscht nicht darüber hinweg, dass der Frau in der Begegnung mit dem Österreicher die Möglichkeit einer Erfüllung aufschien, die sie bei ihrem puritanischen Gatten nicht finden konnte.“